# Štefanec (żupania varażdińska)
Štefanec – wieś w Chorwacji, w żupanii varażdińskiej, w gminie Trnovec Bartolovečki. W 2011 roku liczyła 412 mieszkańców.